# Schwenckfeldina carbornaria
Schwenckfeldina carbornaria är en tvåvingeart som först beskrevs av Johann Wilhelm Meigen 1830.  Schwenckfeldina carbornaria ingår i släktet Schwenckfeldina och familjen sorgmyggor. Inga underarter finns listade i Catalogue of Life.